# Blaire White
Blaire White là một YouTuber chính trị bảo thủ người Hoa Kỳ.